# 존 패브로
조너선 콜리아 "존" 패브로(영어: Jonathan Kolia "Jon" Favreau, 1966년 10월 19일 ~ )는 미국의 영화 감독, 영화 제작자, 배우, 성우이다. 대한민국에는 흔히 아이언맨 영화 시리즈의 감독으로 알려져 있으나, 1990년대부터 다양한 영화 TV 드라마에 조역으로 출연한 경력이 탄탄한 배우이자 재능 있는 제작자이다. 《아이언맨》 이외에 그가 감독한 작품으로 《카우보이 & 에이리언》, 《아메리칸 셰프》 등이 있다.

## 출연 작품
| 연도 | 영화/TV 작품                                                     | 역할   | 역할   | 역할   | 역할   | 배역명                                                          |
| 연도 | 영화/TV 작품                                                     | 제작   | 감독   | 각본   | 배우   | 배역명                                                          |
| ---- | ---------------------------------------------------------------- | ------ | ------ | ------ | ------ | --------------------------------------------------------------- |
| 1992 | 《호파》                                                         | 아니요 | 아니요 | 아니요 | 예     | 단역                                                            |
| 1993 | 《루디 이야기》                                                  | 아니요 | 아니요 | 아니요 | 예     | D밥                                                             |
| 1994 | 《미세스 파커》                                                  | 아니요 | 아니요 | 아니요 | 예     | 엘머 라이스                                                     |
| 1994 | Seinfeld                                                         | 아니요 | 아니요 | 아니요 | 예     | 광대 에릭 (1회분)                                               |
| 1994 | PCU                                                              | 아니요 | 아니요 | 아니요 | 예     | 거터                                                            |
| 1995 | 《배트맨 포에버》Batman Forever                                  | 아니요 | 아니요 | 아니요 | 예     | 조수                                                            |
| 1996 | Tracey Takes On...                                               | 아니요 | 아니요 | 아니요 | 예     | 더글러스 런드                                                   |
| 1996 | 《스윙어스》Swingers                                             | 예     | 아니요 | 예     | 예     | 마이크 피터스                                                   |
| 1996 | 《모르는 사람》Persons Unknown                                   | 아니요 | 아니요 | 아니요 | 예     | 테리                                                            |
| 1997 | 《프렌즈》Friends                                                | 아니요 | 아니요 | 아니요 | 예     | 피트 베커 (6회분)                                               |
| 1997 | Tracey Takes On...                                               | 아니요 | 아니요 | 아니요 | 예     | 더글러스 런드                                                   |
| 1998 | 《베리 배드 씽》Very Bad Things                                  | 아니요 | 아니요 | 아니요 | 예     | 카일 피셔                                                       |
| 1998 | 《딥 임팩트》Deep Impact                                         | 아니요 | 아니요 | 아니요 | 예     | 거스 파르텐차 박사                                              |
| 1999 | 《록키 마르시아노》Rocky Marciano                                | 아니요 | 아니요 | 아니요 | 예     | 록키 마르시아노                                                 |
| 2000 | 《올모스트 페이머스》Almost Famous                               | 아니요 | 아니요 | 아니요 | 예     | 감독                                                            |
| 2000 | 《사랑과 섹스》Love & Sex                                        | 아니요 | 아니요 | 아니요 | 예     | 애덤 레비                                                       |
| 2000 | 《리플레이스먼트》The Replacements                               | 아니요 | 아니요 | 아니요 | 예     | 대니 베이트먼                                                   |
| 2001 | 《메이드》Made                                                   | 예     | 예     | 예     | 예     | 보비 리칠리아노                                                 |
| 2001 | 《소프라노스》The Sopranos                                       | 아니요 | 아니요 | 아니요 | 예     | 본인 ("D-Girl" 에피소드 출연)                                   |
| 2002 | 《백만장자 프로젝트》The First $20 Million Is Always the Hardest | 아니요 | 아니요 | 예     | 아니요 |                                                                 |
| 2003 | 《엘프》Elf                                                      | 아니요 | 예     | 아니요 | 예     | 벤 박사                                                         |
| 2003 | 《사랑할 때 버려야 할 아까운 것들》Something's Gotta Give        | 아니요 | 아니요 | 아니요 | 예     | 리오                                                            |
| 2003 | 《데어데블》Daredevil                                            | 아니요 | 아니요 | 아니요 | 예     | 포기 넬슨                                                       |
| 2003 | 《빅 엠프티》The Big Empty                                       | 예     | 아니요 | 아니요 | 예     | 존 퍼슨                                                         |
| 2004 | 《킹 오브 퀸즈》The King of Queens                               | 아니요 | 아니요 | 아니요 | 예     | 숀 맥지                                                         |
| 2004 | 《윔블던》Wimbledon                                              | 아니요 | 아니요 | 아니요 | 예     | 론 로스                                                         |
| 2005 | 《자투라: 스페이스 어드벤쳐》Zathura                             | 아니요 | 예     | 아니요 | 아니요 |                                                                 |
| 2006 | 《내 이름은 얼》My Name Is Earl                                  | 아니요 | 아니요 | 아니요 | 예     | 패트릭 씨                                                       |
| 2006 | 《브레이크 업: 이별후애》The Break-Up                            | 아니요 | 아니요 | 아니요 | 예     | 조니 오                                                         |
| 2006 | 《부그와 엘리엇》Open Season                                     | 아니요 | 아니요 | 아니요 | 예     | 라일리 (목소리 출연)                                            |
| 2006 | 《탐정 몽크》Monk                                                | 아니요 | 아니요 | 아니요 | 예     | 올리버 블룸 박사 ("Mr. Monk Goes to the Dentist" 에피소드 출연) |
| 2008 | 《아이언맨》Iron Man                                             | 예     | 예     | 아니요 | 예     | 해피 호건                                                       |
| 2008 | 《포 크리스마시즈》Four Christmases                              | 아니요 | 아니요 | 아니요 | 예     | 덴버 맥비                                                       |
| 2009 | 《아이 러브 유, 맨》I Love You, Man                              | 아니요 | 아니요 | 아니요 | 예     | 배리                                                            |
| 2009 | 《G-포스: 기니피그 특공대》G-Force                               | 아니요 | 아니요 | 아니요 | 예     | 기니피그 헐리 (목소리 출연)                                     |
| 2009 | 《커플 테라피: 대화가 필요해》Couples Retreat                    | 아니요 | 아니요 | 예     | 예     | 조이                                                            |
| 2010 | 《스타 워즈: 클론 전쟁》Star Wars: The Clone Wars                | 아니요 | 아니요 | 아니요 | 예     | 프리 비슐라 (목소리 출연, 6회분)                                |
| 2010 | 《아이언맨 2》Iron Man 2                                         | 예     | 예     | 아니요 | 예     | 해피 호건                                                       |
| 2011 | 《주키퍼》Zookeeper                                              | 아니요 | 아니요 | 아니요 | 예     | 곰 (목소리 출연)                                                |
| 2011 | 《카우보이 & 에이리언》Cowboys & Aliens                          | 예     | 예     | 아니요 | 아니요 |                                                                 |
| 2012 | 《존 카터: 바숨 전쟁의 서막》John Carter                         | 아니요 | 아니요 | 아니요 | 예     | 사크 부키                                                       |
| 2012 | 《어벤져스》The Avengers                                         | 예     | 아니요 | 아니요 | 아니요 | Executive producer                                              |
| 2012 | 《피플 라이크 어스》People Like Us                               | 아니요 | 아니요 | 아니요 | 예     | 리처즈                                                          |
| 2012 | 《레볼루션》Revolution                                           | 예     | 예     | 아니요 | 아니요 | "Pilot" 에피소드 감독                                           |
| 2013 | 《오피스》The Office                                             | 아니요 | 예     | 아니요 | 아니요 | TV series (Episode "Moving On")                                 |
| 2013 | 《아이덴티티 씨프》Identity Thief                                | 아니요 | 아니요 | 아니요 | 예     | 해럴드 코니시                                                   |
| 2013 | 《아이언맨 3》Iron Man 3                                         | 예     | 아니요 | 아니요 | 예     | 해피 호건                                                       |
| 2013 | 《더 울프 오브 월 스트리트》The Wolf of Wall Street              | 아니요 | 아니요 | 아니요 | 예     | 매니 리스킨                                                     |
| 2014 | 《아메리칸 셰프》Chef                                            | 예     | 예     | 예     | 예     | 칼 캐스퍼                                                       |
| 2015 | 《어벤져스: 에이지 오브 울트론》Avengers: Age of Ultron          | 예     | 아니요 | 아니요 | 아니요 | Executive producer                                              |
| 2016 | 《정글북》                                                       | 아니요 | 예     | 아니요 | 예     | 아기 맷돼지                                                     |
| 2016 | Term Life                                                        | 아니요 | 아니요 | 아니요 | 예     |                                                                 |
| 2017 | 《스파이더맨: 홈커밍》                                           | 아니요 | 아니요 | 아니요 | 예     | 해피 호건                                                       |
| 2018 | 《한 솔로: 스타워즈 스토리》                                     | 아니요 | 아니요 | 아니요 | 예     | 리오 듀란트                                                     |
| 2019 | 《라이온 킹》                                                    | 예     | 예     | 아니요 | 아니요 |                                                                 |
| 2019 | 《어벤져스: 엔드게임》                                           | 예     | 아니요 | 아니요 | 예     | 해피 호건                                                       |
| 2019 | 《라이온 킹》                                                    | 예     | 예     | 아니요 | 아니요 |                                                                 |
| 2019 | 《스파이더맨: 파 프롬 홈》                                       | 아니요 | 아니요 | 아니요 | 예     | 해피 호건                                                       |
| 2021 | 《스파이더맨: 노 웨이 홈》                                       | 아니요 | 아니요 | 아니요 | 예     | 해피 호건                                                       |
| 2024 | 《데드풀과 울버린》                                              | 아니요 | 아니요 | 아니요 | 예     | 해피 호건                                                       |